# Neotoma bryanti
Neotoma bryanti is een zoogdier uit de familie van de Cricetidae. De wetenschappelijke naam van de soort werd voor het eerst geldig gepubliceerd door Merriam in 1887.

## Voorkomen
De soort komt voor in Mexico.